# Frédérik Zacharek
Frédérik Zacharek est un comédien québécois né le 16 juillet 1980 à Montréal. Actif dans le doublage, il est notamment la voix québécoise de Channing Tatum, Jon Bernthal, John Cena, Peter Facinelli, ainsi qu'une des voix de Jai Courtney, Chris Hemsworth et Marlon Wayans.

## Biographie
Né à Saint-Jérôme et ayant complété sa formation au Conservatoire d'art dramatique de Montréal en 2013, Frédérik Zacharek commence sa carrière aux côtés d'André Melançon dans Cher Olivier et dans Ces enfants d'ailleurs 2. Il intègre rapidement le milieu de la voix et du doublage. Il double maintenant plus d’une trentaine de comédiens.

## Radio
Voix officielle de CKOI 96.9 FM / 2017-2018 / Cogeco Media Acquisitions inc.

## Théâtre
- 2013-14 : Le chant de Sainte Carmen de René Richard Cyr : Chœur
- 2008 : Capitaine Fracasse de Philippe Lambert, Théâtre du Bâton Louche : Capitaine Fracasse
- 2004 : Demain tout ira mieux, Théâtre du Bâton Louche : Verchinine
- 2003 : Smog de Jean-Guy Legault, Conservatoire d'art dramatique de Montréal : Plusieurs rôles

## Filmographie

### Cinéma

#### Courts métrages
- 2003 : Bijoux de famille : Junior
- 2003 : Ne réveillez pas les somnambules

#### Longs métrages
- 2010 : Everywhere : Nick
- 2008 : Cruising Bar 2 : Barman
- 2005 : Projet intersection : Passager arrière
- 1999 : Emporte-moi : Employé d'épicerie (non-crédité)

### Télévision
- 2018 : Le Monstre / Bernard / Patrice Sauvé / Pixcom
- 2018: Unité 9 / Infirmier de Jeanne / Jean-Philippe Duval & Yan Lanouette-Turgeon / Aetios
- 2017 : Hubert et Fanny / Alex / Mariloup Wolfe / Sphère Media Plus
- 2007 : Rumeurs / Philippe / Sphère Media Plus
- 2009 : Les Hauts et les Bas de Sophie Paquin : Vendeur de cuir (saison 4, épisode 4)
- 2005 : Cover Girl : Candy
- 2005 : Casting : Kevin Engleheart (saison 1, épisode 1)
- 2003-04 : Watatatow : Jean-Philippe Landry-Thériault
- 2000 : Tag : Frédéric Prescott
- 1997 : Ces enfants d'ailleurs

## Doublage

### Cinéma

#### Films
- Channing Tatum dans (24 films) :
  - Dansez dans les rues (2008) : Tyler Gage
  - Combats de rue (2009) : Shawn MacArthur
  - Ennemis Publics (2009) : Pretty Boy Floyd
  - Le Dilemme (2011) : Zip
  - Le fils de personne (2011) : Jonathan White
  - L'Aigle de la 9e légion (2011) : Marcus Flavius Aquila
  - Déjà 10 ans (2011) : Jonathan Bills
  - Piégée (2011) : Aaron
  - Le Vœu (2012) : Leo Collins
  - 21 Jump Street (2012) : Greg Jenko
  - Magic Mike (2012) : Michael « Magic Mike » Lane
  - Effets secondaires (2013) : Martin Taylor
  - G.I. Joe : Les Représailles (2013) : commandant Conrad « Duke » Hauser
  - Maison blanche en péril (2013) : John Cale
  - 22 Jump Street (2014) : Greg Jenko
  - L'Ascension de Jupiter (2015) : Caine Wise
  - Magic Mike XXL (2015) : Michael « Magic Mike » Lane
  - Les 8 Enragés (2015) : Jody Domergue
  - Le Destin des Logan (2017) : Jimmy Logan
  - Kingsman : Le Cercle d'or (2017) : agent Tequila
  - Chien (2022) : Jackson Briggs
  - La Cité perdue (2022) : Alan
  - Souriez, tout va bien (2024) : Slater King
  - Emmène-moi sur la Lune (2024) : Cole Davis
  - Deadpool et Wolverine (2024) : Remy LeBeau / Gambit
- Jon Bernthal dans (13 films) :
  - L'infiltrateur (2013) : Daniel James
  - Combat revanche (2013) : B. J.
  - Le Loup de Wall Street (2013) : Brad Bodnick
  - Fury (2014) : Grady « Coon-Ass » Travis
  - Nous sommes vos amis (2015) : Paige
  - Sicario (2015) : Ted
  - Le Comptable (2016) : Braxton « Brax » Wolff
  - Meurtre à Wind River (2017) : Matt
  - Baby le chauffeur (2017) : Griff
  - L'Exécuteur (2017) : Frank « Shotgun »
  - Ford contre Ferrari (2019) : Lee Iacocca
  - King Richard : Au-delà de ce jour (2021) : Rick Macci
  - Nos origines (2023) : Brett Hamilton
- John Cena dans (12 films) :
  - Sœurs (2015) : Pazuzu
  - Bloqueurs (2018) : Mitchell
  - Bumblebee (2018) : agent Jack Burns
  - Jouer avec le feu (2019) : Jake "Supe" Carson
  - Le Voyage du Docteur Dolittle (2020) : Yoshi l'ours polaire (voix)
  - Rapides et Dangereux 9 : La Saga (2021) : Jakob Toretto
  - Rapides X (2023) : Jakob Toretto
  - Agent Libre (2023) : sergent Mason Pettits
  - Ricky Stanicky (2024) : "Rock Hard" Rod
  - Jackpot (2024) : Noel
- Peter Facinelli dans (6 films) : 
  - Twilight : La Fascination (2008) : Dr Carlisle Cullen
  - La Saga Twilight : Tentation (2009) : Dr Carlisle Cullen
  - La Saga Twilight : Hésitation (2010) : Dr Carlisle Cullen
  - La Saga Twilight : Révélation - Partie 1 (2011) : Dr Carlisle Cullen
  - La Saga Twilight : Révélation - Partie 2 (2012) : Dr Carlisle Cullen
  - Application mortelle (2019) : Dr Sullivan
- Jai Courtney dans (6 films) :
  - Jack Reacher (2012) : Charlie
  - Une belle journée pour crever (2013) : John « Jack » McClane Jr.
  - Invincible (2014) : Hugh « Cup » Cuppernell
  - L'Escadron suicide (2016) : Digger Harkness / Captain Boomerang
  - Man Down (2016) : Devin Roberts
  - L'Escadron Suicide : La Mission (2021) : Digger Harkness / Captain Boomerang
- Manuel Garcia-Rulfo dans :
  - Les Sept Mercenaires (2016) : Vasquez, le hors-la-loi
  - Le Crime de l'Orient-Express (2017) : Biniamino Marquez
  - Veuves (2018) : Carlos Perelli
  - La Vie selon Otto (2022) : Tommy

- Richard Armitage dans :
  - Dans la tempête (2014) : Gary Morris
  - Debbie Ocean 8 (2018) : Claude Becker
  - Peur glaçiale (2019) : Richard Hall

- Pedro Pascal dans :
  - La Grande Muraille (2016) : Pero Tovar
  - Le Justicier 2 (2018) : Dave York
  - Wonder Woman 1984 (2020) : Maxwell « Max » Lord

- Nelson Franklin dans :
  - Scott Pilgrim vs le monde (2010) : Comeau
  - Jobs (2013) : Bill Atkinson

- Boris Kodjoe dans :
  - Resident Evil : L’Au-delà 3D (2010) : Luther West
  - Resident Evil : Le Châtiment (2012) : Luther West

- Logan Marshall-Green dans :
  - L'Élite de Brooklyn (2010) : Melvin Panton
  - Reprogrammé (2018) : Grey Trace

- Diarmaid Murtagh dans :
  - Les Monuments Men (2014) : capitaine Harpen
  - Dracula inédit (2014) : Dimitru

- Anders Holm dans :
  - Le Stagiaire (2015) : Matt
  - Célibataire, mode d'emploi (2016) : Tom

- Luke Bracey dans :
  - Extrême Limite (2015) : Johnny « Utah »
  - Tu ne tueras point (2016) : Smitty Racker

- Aaron Abrams dans :
  - Un monstre dans le placard (2015) : Peter Madly
  - Code 8 (2019) : l’agent Davis

- Wyatt Russell dans :
  - Everybody Wants Some!! (2016) : Charlie Willoughby
  - Ingrid perd le nord (2017) : Ezra O'Keefe

- Alexander Skarsgård dans :
  - La légende de Tarzan (2016) : John Clayton III, Lord Greystoke / Tarzan
  - Le Projet Hummingbird (2018) : Anton Zaleski

- Boyd Holbrook dans :
  - Logan (2017) : Donald Pierce
  - Le Prédateur (2018) : Quinn McKenna

- Callum Turner dans :
  - Les Animaux fantastiques : Les Crimes de Grindelwald (2018) : Thésée Dragonneau
  - Les Animaux fantastiques : Les Secrets de Dumbledore (2022) : Thésée Dragonneau

- Joel Kinnaman dans :
  - The Informer (2019) : Pete Koslow
  - The Secrets We Keep (2020) : Thomas Stowe

- 2006 : Chemin de la Gloire : David Lattin (Schin A.S. Kerr)
- 2007 : L'Auto-stoppeur : Le jeune père (Jeffrey Hutchinson)
- 2007 : Le Brise-Cœur : Martin (Danny R. McBride)
- 2008 : Double jeu : Gus (Keith Loneker)
- 2008 : La Momie : La tombe de l'empereur Dragon : Alexander Rupert O'Connell (Luke Ford)
- 2008 : Amal : Vivek Jayaram (Vik Sahay)
- 2009 : Hors-jeu : Une histoire de tennis : Maricar Magwill (Allen Evangelista)
- 2009 : Soif de vengeance : Stephan Abramov (Dmitry Chepovetsky)
- 2009 : L'assassinat du président de l'école : Rocky Raccoon (Zachary Booth)
- 2009 : Star Trek : Capitaine Robau (Faran Tahir)
- 2009 : Gospel Hill : Luther (Ralph Greene)
- 2009 : Les Tobby de Noël : La Légende du chien Noël : Comet (voix) (Chris Coppolla)
- 2010 : Le Choc des Titans : Eusèbe (Nicholas Hoult)
- 2010 : StreetDance 3D : Tomas (Richard Winsor)
- 2010 : La Famille Jone$ : Billy (Chris Williams)
- 2010 : Everywhere : Nick (lui-même)
- 2011 : Judy Moody et son été pas raté : Mr. Todd (Jaleel White)
- 2011 : Blitz : Craig Stokes (Luke Evans)
- 2011 : Transformers 3 : La Face cachée de la Lune : voix de Roadbuster (Ron Bottitta)
- 2011 : Requins 3D : Malik (Sinqua Walls)
- 2011 : The Raid: Redemption : Gofar (Iang Darmawan)
- 2012 : Le Chien Noël 2 : Les toutous de Noël : Comet (voix) (Diedrich Bader)
- 2012 : L'aube rouge : Jed Eckert (Chris Hemsworth)
- 2013 : Activité paranormale 4 : Felipe (Arturo del Puerto)
- 2013 : Un duo d'enfer : Levy (Marlon Wayans)
- 2014 : Sans arrêt : Jack Hammond (Anson Mount)
- 2014 : Le Repêchage : Thompson (David Ramsey)
- 2014 : Get on Up : Ralph Bass (Josh Hopkins)
- 2014 : Le Juge : C.P. Kennedy (Dax Shepard)
- 2014 : Le Nœud du Diable : Val Price (Kristoffer Polaha)
- 2014 : Le Beau Mensonge : Jeremiah (Ger Duany)
- 2015 : Le Roi Scorpion 4 : La Quête du pouvoir : Mathayus, le roi Scorpion (Victor Webster)
- 2015 : Témoin à louer : Kip / Carew (Alan Ritchson)
- 2015 : Sexy et en cavale : Randy (Robert Kazinsky)
- 2015 : Spotlight : Édition spéciale : Patrick McSorley (Jimmy LeBlanc)
- 2015 : Le Pont des espions : Joe Murphy (Jesse Plemons)
- 2015 : À vif ! : Max (Riccardo Scamarcio)
- 2015 : Au cœur de l'océan : Richard Peterson (Osy Ikhile)
- 2016 : 13 Heures - Les soldats secrets de Benghazi : Tyrone « Rone » Woods (James Badge Dale)
- 2016 : Deadpool de Tim Miller : Gavin Merchant (Kyle Cassie)
- 2016 : Elvis and Nixon : Sonny (Johnny Knoxville)
- 2016 : Warcraft : Le Commencement : Sir Anduin Lothar, chevalier de Hurlevent (Travis Fimmel)
- 2016 : Ben-Hur : Marcus Decimus (David Walmsley)
- 2016 : Le Mécano : Résurrection : Riah Crain (Sam Hazeldine)
- 2016 : Fin de mi-temps pour le soldat Billy Lynn : sergent David Dime (Garrett Hedlund)
- 2016 : Méchant Père Noël 2 : Dorfman (Jeff Skowron)
- 2017 : Monde infernal : La guerre du sang : Marius (Tobias Menzies)
- 2017 : Ghost in the Shell - Le film : Batou (Pilou Asbæk)
- 2017 : Le Roi Arthur : La Légende d'Excalibur : Mike (James Warren)
- 2017 : Moi, Tonya : Martin Maddox (Bobby Cannavale)
- 2017 : Seuls les braves : Chris MacKenzie (Taylor Kitsch)
- 2017 : Décadence : L'Héritage : détective Keith Hunt (Clé Bennett)
- 2018 : Le Moineau rouge : Vanya « Ivan » Egorov (Matthias Schoenaerts)
- 2018 : Un justicier dans la ville : Joe (Ronnie Gene Blevins)
- 2018 : Un coin tranquille : Lee Abbott (John Krasinski)
- 2018 : Vérité ou conséquence de Blumhouse : Tyson Curran (Nolan Gerard Funk)
- 2018 : Mission : Impossible - Répercussions : Zola Mitsopolis (Frederick Schmidt)
- 2018 : Crazy Rich à Singapour : Olivier T'sien (Nico Santos)
- 2018 : Ma vie avec John F. Donovan : James « Jimmy » Donovan (Jared Keeso)
- 2019 : Verre : Daryl (Adam David Thompson (en))
- 2019 : Petite : M. Marshall (Justin Hartley)
- 2019 : ÇA : Chapitre Deux : Benjamin « Ben » Hanscom (Jay Ryan)
- 2019 : Downton Abbey : Thomas Barrow (Rob James-Collier)
- 2019 : Maléfique : Maîtresse du mal : Percival (David Gyasi)
- 2019 : Midway : lieutenant Roy Pearce (Alexander Ludwig)
- 2019 : Terminator : Sombre destin : commandant William Hadrell (Tom Hopper)
- 2019 : 1917 : sergent Sanders (Daniel Mays)
- 2020 : L'Île fantastique : J.D. (Ryan Hansen)
- 2020 : Beans : Gary (Jay Cardinal Villeneuve)
- 2021 : Course contre la montre : Hank Rivers (Michael Sirow)
- 2021 : Spirale : L'Héritage de Décadence : Peter Dunleavy (Patrick McManus)
- 2022 : Dimanche de Pâques : Joe Valencia (Jo Koy)
- 2022 : Témoin en péril : Daley (Chris Cleveland)
- 2023 : John Wick : Chapitre 4 : Chidi (Marko Zaror)

#### Films d'animation
- 2009 : Il pleut des hamburgers : Brent McHale
- 2013 : Il pleut des hamburgers 2 : Brent McHale
- 2013 : Alpha et Oméga 2 : Roi
- 2014 : Le Film Lego : Superman
- 2014 : La Légende de Manolo : Joaquin
- 2016 : Zootopia : Chef Bogo
- 2016 : Moana : Tamatoa
- 2016 : Kubo et l'épée magique : Hanzo/Scarabée
- 2017 : LEGO Batman : Le film : Superman
- 2017 : Mon petit poney, le film : Boyle
- 2017 : Ferdinand : Ferdinand
- 2018 : Les Abominables petits-pieds : Migo
- 2019 : Comme des bêtes 2 : Le Coq
- 2019 : La Reine des neiges 2 : le chef Northuldra
- 2019 : Le Film Lego 2 : Superman
- 2020 : Raya et le Dernier Dragon : Wahn
- 2021 : ‘’Chantez! 2’’ : Voyou leopard
- 2022 : Vaillante : Shawn Nolan
- 2022 : Krypto Super-Chien : Clark Kent / Superman
- 2023 : ‘’Super Mario Bros. le film’’ : le Kong gardien
- 2024 : Le Robot Sauvage : Escobar

### Télévision

#### Téléfilms
- 2021 : 100% romantique : Max (Brent Skagford)

#### Séries télévisées
- 2010-2012 : Crusoe : Samuel Tuffley (Mark Dexter)
- 2013-2019 : Vikings : Rollo, le frère de Ragnar (Clive Standen)
- 2013 : Solitaire : Nicholas Fleming (Jarod Joseph)
- 2014 : Morsure : Philip McAdams (Paul Greene)
- 2015-2016 : Motard espion : Charles « Charlie » Falco (Damon Runyan)
- 2017-2019 : Dre Mary : mort sur ordonnance : Ben Wesley/Joel Collins (Jay Ryan)
- depuis 2018 : Les Foster : Gabriel « Gabe » Duncroft (Brandon Quinn)

#### Séries télévisées d'animation
- 2007 - 2008 : Bakugan Battle Brawlers : Volt
- 2024 : Batman, le justicier masqué : en:Jim Corrigan et Floyd Lawton (version québécoise)

### Jeux vidéo
- Assassin's Creed: Rogue : voix additionnelles